# Seznam občin italijanske dežele Benečija
V seznamu so naštete občine vseh sedmih pokrajin italijanske dežele Benečija v izvirni italijanski obliki.

## Pokrajina Belluno
A
Agordo - Alano di Piave - Alleghe - Arsiè - Auronzo di Cadore
B
Belluno - Borca di Cadore
C
Calalzo di Cadore - Canale d'Agordo - Castellavazzo - Cencenighe Agordino - Cesiomaggiore - Chies d'Alpago - Cibiana di Cadore - Colle Santa Lucia - Comelico Superiore - Cortina d'Ampezzo
D
Danta di Cadore - Domegge di Cadore
F
Falcade - Farra d'Alpago - Feltre - Fonzaso - Forno di Zoldo
G
Gosaldo
L
La Valle Agordina - Lamon - Lentiai - Limana - Livinallongo del Col di Lana - Longarone - Lorenzago di Cadore - Lozzo di Cadore
M
Mel
O
Ospitale di Cadore
P
Pedavena - Perarolo di Cadore - Pieve d'Alpago - Pieve di Cadore - Ponte nelle Alpi - Puos d'Alpago
Q
Quero
R
Rivamonte Agordino - Rocca Pietore
S
San Gregorio nelle Alpi - San Nicolò di Comelico - San Pietro di Cadore - San Tomaso Agordino - San Vito di Cadore - Santa Giustina  - Santo Stefano di Cadore - Sappada - Sedico - Selva di Cadore - Seren del Grappa - Sospirolo - Soverzene - Sovramonte
T
Taibon Agordino - Tambre - Trichiana
V
Vallada Agordina - Valle di Cadore - Vas  - Vigo di Cadore - Vodo di Cadore - Voltago Agordino
Z
Zoldo Alto - Zoppè di Cadore

## Pokrajina Padova
A
Abano Terme - Agna - Albignasego - Anguillara Veneta - Arquà Petrarca - Arre - Arzergrande
B
Bagnoli di Sopra - Baone - Barbona - Battaglia Terme - Boara Pisani - Borgoricco - Bovolenta - Brugine
C
Cadoneghe - Campo San Martino - Campodarsego - Campodoro - Camposampiero - Candiana - Carceri - Carmignano di Brenta - Cartura - Casale di Scodosia - Casalserugo - Castelbaldo - Cervarese Santa Croce - Cinto Euganeo - Cittadella - Codevigo - Conselve - Correzzola - Curtarolo
D
Due Carrare
E
Este
F
Fontaniva
G
Galliera Veneta - Galzignano Terme - Gazzo - Grantorto - Granze
L
Legnaro - Limena - Loreggia - Lozzo Atestino
M
Maserà di Padova - Masi - Massanzago - Megliadino San Fidenzio - Megliadino San Vitale - Merlara - Mestrino - Monselice - Montagnana - Montegrotto Terme
N
Noventa Padovana
O
Ospedaletto Euganeo
P
Padova - Pernumia - Piacenza d'Adige -Piazzola sul Brenta - Piombino Dese - Piove di Sacco - Polverara - Ponso - Ponte San Nicolò - Pontelongo - Pozzonovo
R
Rovolon - Rubano
S
Saccolongo - Saletto - San Giorgio delle Pertiche - San Giorgio in Bosco - San Martino di Lupari - San Pietro Viminario - San Pietro in Gu - Sant'Angelo di Piove di Sacco - Sant'Elena - Sant'Urbano - Santa Giustina in Colle - Santa Margherita d'Adige - Saonara - Selvazzano Dentro - Solesino - Stanghella
T
Teolo - Terrassa Padovana - Tombolo - Torreglia - Trebaseleghe - Tribano
U
Urbana
V
Veggiano - Vescovana - Vighizzolo d'Este - Vigodarzere - Vigonza - Villa Estense - Villa del Conte - Villafranca Padovana - Villanova di Camposampiero - Vò

## Pokrajina Rovigo
A
Adria - Ariano nel Polesine - Arquà Polesine
B
Badia Polesine - Bagnolo di Po - Bergantino - Bosaro
C
Calto - Canaro - Canda - Castelguglielmo - Castelmassa - Castelnovo Bariano - Ceneselli - Ceregnano - Corbola - Costa di Rovigo - Crespino
F
Ficarolo - Fiesso Umbertiano - Frassinelle Polesine - Fratta Polesine
G
Gaiba - Gavello - Giacciano con Baruchella - Guarda Veneta
L
Lendinara - Loreo - Lusia
M
Melara
O
Occhiobello
P
Papozze - Pettorazza Grimani - Pincara - Polesella - Pontecchio Polesine - Porto Tolle - Porto Viro
R
Rosolina - Rovigo
S
Salara - San Bellino - San Martino di Venezze - Stienta
T
Taglio di Po - Trecenta
V
Villadose - Villamarzana - Villanova Marchesana - Villanova del Ghebbo

## Pokrajina Treviso
A
Altivole - Arcade - Asolo
B
Borso del Grappa - Breda di Piave
C
Caerano di San Marco - Cappella Maggiore - Carbonera - Casale sul Sile - Casier - Castelcucco - Castelfranco Veneto - Castello di Godego - Cavaso del Tomba - Cessalto - Chiarano - Cimadolmo - Cison di Valmarino - Codognè - Colle Umberto - Conegliano - Cordignano - Cornuda - Crespano del Grappa - Crocetta del Montello
F
Farra di Soligo - Follina - Fontanelle - Fonte
G
Gaiarine - Giavera del Montello - Godega di Sant'Urbano - Gorgo al Monticano
I
Istrana
L
Loria
M
Mansuè - Mareno di Piave - Maser - Maserada sul Piave - Meduna di Livenza - Miane - Mogliano Veneto - Monastier di Treviso - Monfumo - Montebelluna - Morgano - Moriago della Battaglia - Motta di Livenza
N
Nervesa della Battaglia
O
Oderzo - Ormelle - Orsago
P
Paderno del Grappa - Paese - Pederobba - Pieve di Soligo - Ponte di Piave - Ponzano Veneto - Portobuffolé - Possagno - Povegliano - Preganziol
Q
Quinto di Treviso
R
Refrontolo - Resana - Revine Lago - Riese Pio X - Roncade
S
Salgareda - San Biagio di Callalta - San Fior - San Pietro di Feletto - San Polo di Piave - San Vendemiano - San Zenone degli Ezzelini - Santa Lucia di Piave - Sarmede - Segusino - Sernaglia della Battaglia - Silea - Spresiano - Susegana
T
Tarzo - Trevignano - Treviso
V
Valdobbiadene - Vazzola - Vedelago - Vidor - Villorba - Vittorio Veneto - Volpago del Montello
Z
Zenson di Piave - Zero Branco

## Pokrajina Venezia
A
Annone Veneto
C
Campagna Lupia • Campolongo Maggiore • Camponogara • Caorle • Cavallino-Treporti • Cavarzere • Ceggia • Chioggia • Cinto Caomaggiore • Cona • Concordia Sagittaria
D
Dolo
E
Eraclea
F
Fiesso d'Artico • Fossalta di Piave • Fossalta di Portogruaro • Fossò
G
Gruaro
J
Jesolo
M
Marcon • Martellago • Meolo • Mira • Mirano • Musile di Piave
N
Noale • Noventa di Piave
P
Pianiga • Portogruaro • Pramaggiore
Q
Quarto d'Altino
S
Salzano • San Donà di Piave • San Michele al Tagliamento • Santa Maria di Sala • Santo Stino di Livenza • Scorzè • Spinea • Stra
T
Teglio Veneto • Torre di Mosto
V
Venezia • Vigonovo

## Pokrajina Verona
A
Affi - Albaredo d'Adige - Angiari - Arcole
B
Badia Calavena - Bardolino - Belfiore - Bevilacqua - Bonavigo - Boschi Sant'Anna - Bosco Chiesanuova - Bovolone - Brentino Belluno - Brenzone - Bussolengo - Buttapietra
C
Caldiero - Caprino Veronese - Casaleone - Castagnaro - Castel d'Azzano - Castelnuovo del Garda - Cavaion Veronese - Cazzano di Tramigna - Cerea - Cerro Veronese - Cologna Veneta - Colognola ai Colli - Concamarise - Costermano
D
Dolcè
E
Erbezzo - Erbè
F
Ferrara di Monte Baldo - Fumane
G
Garda - Gazzo Veronese - Grezzana
I
Illasi - Isola Rizza - Isola della Scala
L
Lavagno - Lazise - Legnago
M
Malcesine - Marano di Valpolicella - Mezzane di Sotto - Minerbe - Montecchia di Crosara - Monteforte d'Alpone - Mozzecane
N
Negrar - Nogara - Nogarole Rocca
O
Oppeano
P
Palù - Pastrengo - Pescantina - Peschiera del Garda - Povegliano Veronese - Pressana
R
Rivoli Veronese - Ronco all'Adige - Roncà - Roverchiara - Roveredo di Guà - Roverè Veronese
S
Salizzole - San Bonifacio - San Giovanni Ilarione - San Giovanni Lupatoto - San Martino Buon Albergo - San Mauro di Saline - San Pietro di Morubio - San Pietro in Cariano - San Zeno di Montagna - Sanguinetto - Sant'Ambrogio di Valpolicella - Sant'Anna d'Alfaedo - Selva di Progno - Soave - Sommacampagna - Sona - Sorgà
T
Terrazzo - Torri del Benaco - Tregnago - Trevenzuolo
V
Valeggio sul Mincio - Velo Veronese - Verona - Veronella - Vestenanova - Vigasio - Villa Bartolomea - Villafranca di Verona
Z
Zevio - Zimella

## Pokrajina Vicenza
A
Agugliaro • Albettone • Alonte • Altavilla Vicentina • Altissimo • Arcugnano • Arsiero • Arzignano • Asiago • Asigliano Veneto
B
Barbarano Vicentino • Bassano del Grappa • Bolzano Vicentino • Breganze • Brendola • Bressanvido • Brogliano
C
Caldogno • Caltrano • Calvene • Camisano Vicentino • Campiglia dei Berici • Campolongo sul Brenta • Carrè • Cartigliano • Cassola • Castegnero • Castelgomberto • Chiampo • Chiuppano • Cismon del Grappa • Cogollo del Cengio • Conco • Cornedo Vicentino • Costabissara • Creazzo • Crespadoro
D
Dueville
E
Enego
F
Fara Vicentino • Foza
G
Gallio • Gambellara • Gambugliano • Grancona • Grisignano di Zocco • Grumolo delle Abbadesse
I
Isola Vicentina
L
Laghi • Lastebasse • Longare • Lonigo • Lugo di Vicenza • Lusiana
M
Malo • Marano Vicentino • Marostica • Mason Vicentino • Molvena • Monte di Malo • Montebello Vicentino • Montecchio Maggiore • Montecchio Precalcino • Montegalda • Montegaldella • Monteviale • Monticello Conte Otto • Montorso Vicentino • Mossano • Mussolente
N
Nanto • Nogarole Vicentino • Nove • Noventa Vicentina
O
Orgiano
P
Pedemonte • Pianezze • Piovene Rocchette • Poiana Maggiore • Posina • Pove del Grappa • Pozzoleone
Q
Quinto Vicentino
R
Recoaro Terme • Roana • Romano d'Ezzelino • Rosà • Rossano Veneto • Rotzo
S
Salcedo • San Germano dei Berici • San Nazario • San Pietro Mussolino • San Vito di Leguzzano • Sandrigo • Santorso • Sarcedo • Sarego • Schiavon • Schio • Solagna • Sossano • Sovizzo
T
Tezze sul Brenta • Thiene • Tonezza del Cimone • Torrebelvicino • Torri di Quartesolo • Trissino
V
Valdagno • Valdastico • Valli del Pasubio • Valstagna • Velo d'Astico • Vicenza • Villaga • Villaverla
Z
Zanè • Zermeghedo • Zovencedo • Zugliano